# Капнист, Дмитрий Павлович
Граф Дми́трий Па́влович Капни́ст (2-й) (5 июня 1879 — 6 июля 1926, Париж) — золотоношский уездный предводитель дворянства. Титулярный советник. Член IV Государственной думы от Полтавской губернии.

## Биография
Православный. Из старинного дворянского рода. Землевладелец Золотоношского уезда (200 десятин).
Дмитрий Павлович родился в семье Павла Алексеевича Капниста и Эмилии Алексеевны, урождённой Лопухиной (1848—1904). Его дедом по отцовской линии был член Союза Благоденствия Алексей Васильевич Капнист, а по материнской — Алексей Александрович Лопухин (1813—1872) (сокурсник и друг М. Ю. Лермонтова). Имел старшего брата Алексея и сестру Софью (1873—1880).
Окончив в 1903 году юридический факультет Санкт-Петербургского университета по 1-му разряду, начал службу в Министерстве юстиции. В 1907—1908 годах — товарищ прокурора Тамбовского окружного суда. В 1908 году находился в распоряжении графа Палена, при проведении им ревизии Туркестанского края. С 1910 по 1917 годы — предводитель дворянства Золотоношского уезда Полтавской губернии. Почётный мировой судья. Был членом Союза 17 октября.
Избран членом IV Государственной думы. Входил во фракцию октябристов, после её раскола — в группу земцев-октябристов. Состоял докладчиком комиссии по направлению законодательных предположений и председателем комиссии по запросам (1915—1916).
1 (14) марта 1917 года Временным комитетом Государственной думы назначен комиссаром в МВД; 7 (20) марта — комиссар Временного правительства в Главном управлении по делам печати; 8 (21) марта — председатель Особой комиссии по ликвидации Главного управления по делам печати и всех подведомственных ему учреждений. При его непосредственном участии были разработаны: проект реорганизации Петроградского телеграфного агентства и проекты законов «О печати» и «Об учреждениях по делам печати».
В апреле 1917 года — помощник главноуполномоченного Южного района Российского общества Красного Креста. В августе 1917 принимал участие в Государственном совещании в Москве. После Октябрьской революции эмигрировал во Францию.
Дмитрий Павлович Капнист скончался в клинике Вильжюиф под Парижем и был похоронен 8 июля 1926 года на кладбище Вилетт.

## Семья
Был женат на Ольге Фёдоровне Бантыш (1895—1946). Их сын Алексей (1916—1993) — общественный деятель эмиграции, член Комитета Русского лаун-теннис клуба в Париже.